# A nőmre hajtok
A nőmre hajtok (eredeti cím: I Think I Love My Wife) 2007-es amerikai romantikus filmvígjáték, melyet Louis C.K. és Chris Rock forgatókönyvéből Rock rendezett. A főbb szerepekben Rock, Gina Torres és Kerry Washington látható. A film Éric Rohmer 1972-es Délutáni szerelem című francia filmjének remakeje.
2007. március 16-án mutatták be a mozikban, és általánosságban negatív véleményeket kapott a kritikusoktól.

## Cselekmény
Richard Cooper boldog házasságban él és a munkájában is nagyon sikeres. Tökéletesen elégedett az életével, New York külvárosában él feleségével, a tanárnő Brendával és két kisgyermekükkel. Egyetlen probléma van a házasságában: a szexuális életük stagnál, ami frusztrálja Richardot, és egyre szexéhesebbé teszi. Ennek következtében az irodában töltött unalmas napokon néha enged a fantáziájának és más nőkre gondol, ennek ellenére nem csalja meg Brendát. Amikor azonban összefut régi barátnőjével, Nikkivel, kétségei támadnak, valóban képes-e tovább uralkodni magán. Bár Nikki azt állítja, csak barátságot akar, mégis folyamatosan felbukkan a férfi manhattani pénzügyi irodájában – állítólag csak azért, hogy beszélgessenek vagy együtt ebédeljenek. Richard főnöke és a kollégái felfigyelnek erre és szóvá is teszik a dolgot. Nikki megpróbálja nyíltan elcsábítani Richardot, aki nem tudja, mit tegyen. Először csak abba egyezik bele, hogy elutazzon vele. Találkoznak Nikki barátjával, aki egyértelműen felismeri a helyzetet és összeveszik Richarddal. Ennek következtében Richard elkésik egy fontos üzleti prezentációról, elveszítve egy jövedelmező szerződést.
Richard és Brenda szakmai okokból Los Angelesbe akar költözni. Nikki meghívja Richardot a lakásába, hogy "rendesen elbúcsúzhassanak". Amikor a férfi megérkezik Nikki lakására, a fürdőszobában találja őt alsóneműben. Richard már épp engedni készül Nikki csábításának, de még épp időben rájön, mit jelent neki a családja. Ezzel a kalanddal elveszítheti a feleségét és a gyerekeit, ezt pedig nem akarja megkockáztatni. Minden további nélkül elhagyja Nikki lakását és hazatér. Meglepi a feleségét, és elhatározza, kitart a kapcsolatuk mellett, valamint dolgozni fog azon, hogy jobbá tegye azt. Richard és Brenda megígérik egymásnak, minden felmerülő nehézséget megoldanak.

## Szereplők
- Chris Rock – Richard Cooper
- Gina Torres – Brenda Cooper
- Kerry Washington – Nikki Tru
- Steve Buscemi – George
- Edward Herrmann – Mr. Landis
- Vanessa Lee Chester – Hannah Thomas
- Darius McCary – Mr. Michael Boyd
- Malcolm Barrett – Steven
- Marla Gibbs – Shirley
- Carl Weathers – Charles Thomas
- Katy Mixon – Chrissy Wilson
- Alex Cooper Smith – Jacob Boyd
- Peter Berg – Bobby Wilberg
- Adam LeFevre – Maitre'd
- Welker White – Tracy
- Samantha Ivers – Mary
- Michael K. Williams – Teddy
- Orlando Jones – Nelson
- Eva Pigford – Hope
- Cassandra Freeman – Jennifer
- Stephen A. Smith – Allan
- Marissa Jaret Winokur – Maggie
- Olivia Munn – Tiffany
- James Saito – Mr. Yuni
- Wendell Pierce – Sean
- Milan Howard – Kelly Cooper
- Roz Ryan – Landlady
- Christina Vidal – Candy
- Eliza Coupe – Lisa
- GQ – fehér rapper

## A film készítése
Charles Stone III lett volna a rendező, de kilépett. 
Ez a második alkalom, hogy Rock és Washington együtt szerepel a vásznon. Korábban a Rossz társaság című filmben játszottak egy párt.
A mumbai székhelyű UTV Motion Pictures a film koprodukciójával lépett be az amerikai piacra.

## DVD megjelenés
A film DVD-változata 2007. augusztus 7-én jelent meg, és az első héten 214 778 darabot adtak el belőle. Összesen 863 437 darabot értékesítettek, 13,5 millió dolláros bevételt szerezve.

## Fordítás
- Ez a szócikk részben vagy egészben  az   I Think I Love My Wife című angol Wikipédia-szócikk fordításán alapul.  Az eredeti cikk szerkesztőit annak laptörténete sorolja fel. Ez a jelzés csupán a megfogalmazás eredetét és a szerzői jogokat jelzi, nem szolgál a cikkben szereplő információk forrásmegjelöléseként.